# Jurij Titow
Jurij Jewłampijewicz Titow (ros. Юрий Евлампиевич Титов; ur. 27 listopada 1923 w Omsku) – gimnastyk rosyjski, reprezentant ZSRR, medalista olimpijski z Melbourne, Rzymu i Tokio. Czternastokrotny medalista Mistrzostw Europy.

## Sukcesy
| Rok  | Zawody             | Miasto | Miejsce | Konkurencja            |
| ---- | ------------------ | ------ | ------- | ---------------------- |
| 1958 | Mistrzostwa świata | Moskwa | 1       | Skok                   |
| 1958 | Mistrzostwa świata | Moskwa | 1       | Wielobój drużynowo     |
| 1958 | Mistrzostwa świata | Moskwa | 3       | Ćwiczenia wolne        |
| 1958 | Mistrzostwa świata | Moskwa | 3       | Kółka                  |
| 1958 | Mistrzostwa świata | Moskwa | 3       | Drążek                 |
| 1958 | Mistrzostwa świata | Moskwa | 3       | Ćwiczenia na podłodze  |
| 1962 | Mistrzostwa świata | Praga  | 1       | Wielobój indywidualnie |
| 1962 | Mistrzostwa świata | Praga  | 1       | Kółka                  |
| 1962 | Mistrzostwa świata | Praga  | 2       | Wielobój drużynowo     |